# Romeu Sebastião Neves
Romeu Sebastião Neves (Lages, 20 de janeiro de 1913 – Florianópolis, 6 de abril de 1987) foi um advogado, farmacêutico e político brasileiro.

## Vida
Filho de Ernesto Augusto Neves e de Albertina Fiuza Neves, bacharelou-se em direito pela Faculdade de Direito de Santa Catarina em 1950, e em farmácia pela Universidade Federal de Santa Catarina. Trineto de Joaquim Xavier Neves. Casou com Adalgisa Paim Neves e tiveram filhos.

## Carreira
Foi deputado à Assembleia Legislativa de Santa Catarina na 3ª legislatura (1955 — 1959), como suplente convocado, e na 4ª legislatura (1959 — 1963), eleito pela União Democrática Nacional (UDN).